# 开平市
开平市是中華人民共和國广东省的一个县级市。由江门市代管，位于广东省中南部、珠江三角洲西南面；东北连新会，正北靠鹤山，东南近台山，西南接恩平，西北邻新兴。总面积约1659平方公里，因原县城三埠镇（现三埠街道）被潭江分割为长沙、新昌和荻海三个区域，与武汉三镇相似，故有“小武汉”之称。市人民政府駐光华路1号。

## 历史
- 先秦時期，今天開平境內的蒼城鎮、赤水鎮等地已經有先民活動，生息繁衍。兩地出土的文物部份更可上溯至三、四千年前。[3]
- 秦朝，秦始皇派兵攻取南越，在岭南设置南海郡、桂林、象郡，今开平地（以下简称开平）隶属南海郡番禺县。[4]
- 汉武帝元封五年（前106年），天下分为13州，开平隶属交州合浦郡临允县。
- 三国吴黄武五年（公元226年），从交州分出南海、苍梧、郁林、高凉4郡设立广州，开平分属广州苍梧郡临允县、南海郡平夷县。
- 晋武帝太康元年（公元280年），天下分为19州，开平分属广州新宁郡临允、新兴、平夷县，南海郡盆允、封平县。
- 南朝宋，设22州，开平分属广州新宁郡临允、新兴县，新会郡新夷、盆允、封平、封乐、义宁、初宾、始康县。南朝齐，设23州，开平分属广州新宁郡临允、新兴县，新会郡新夷、盆允、封平、封乐、义宁、初宾、始康县。南朝梁，割广州新宁一郡立新州，开平分属新州新宁郡新兴县，广州新会郡新夷、盆允、封平、封乐、义宁、初宾、始康县。南朝陈，开平行政隶属与南朝梁相同。
- 隋开皇三年（公元583年）将诸郡改为州。大业三年（公元607年）又改州为郡，开平分属信安郡新兴县和南海郡新会、义宁县。
- 唐贞观元年（公元627年）设10道。开元二十一年（公元733年）又分为15道，道下设州，开平分属岭南道新州新兴县以及冈州新会、义宁县。
- 五代十國南漢，开平分属新州新兴县，兴王府新会、义宁县。
- 宋太宗至道三年（公元997年），设15道，开平分属广南东路新州新兴县、广州新会县。
- 元朝，开平分属江西等处行中书省新州路新兴县、广州路新会县。
- 明朝起，開平属为“四不管”之地，土匪猖獗，社会治安混乱，加上河流多，每遇台风暴雨，洪涝灾害频发，当地民众被迫在村中修建碉楼以求自保。
- 明洪武九年（公元1376年），改行中书省为布政司，开平分属广东布政司肇庆府新兴县、恩平县，以及广州府新会县。
- 南明永历三年（清顺治六年、公元1649年），开平立县，隶属肇庆府。
- 民国初年，开平县仍按清制隶属肇庆府。民国3年（1914年），隶属粤海道。民国9年（1920年），撤销道制，只留省县级行政建制。民国17年（1928年），隶属西江善后委员公署。民国25年（1936年）10月，隶属广东省第一行政督察区。民国38年（1949年）4月，改属广东省第十行政区。
- 民国十一年（1922年）12月，众匪伙劫赤坎地区开平中学时，被鹰村碉楼探照灯照射，四处乡团及时截击，截回校长及学生17人。此事轰动全县，海外华侨闻讯也十分惊喜，觉得碉楼在防范匪患中起了作用，因此，纷纷在外节衣缩食，在侨居国请人设计好碉楼蓝图，带回家乡建造，集资汇回家乡建碉楼。
- 共和国成立后1949年10月，隶属粤中专区。1952年5月，劃歸粤西行政区。1956年1月，撤销粤西行政区，开平县划归佛山专区。1958年12月，改属江门专区。1961年2月，属肇庆专区。1963年9月，再次划归佛山专区（1968年1月改专区为地区）。1983年5月，改属江门市。
- 1993年1月，开平撤县设市。同年11月9日，撤销原三埠镇、长沙镇，市区内设三埠区、长沙区、沙冈区（从水口镇分出）3个办事处。从此，开平市市区行政区域由原来的22平方公里扩大到108.3平方公里。2003年10月，水井镇与月山镇、东山镇与赤水镇合并，全市实有13个镇和3个办事处。2005年6月，沙冈办事处并入水口镇。
- 2007年6月28日，开平碉楼与村落Kaiping Diaolou and Villages被联合国教科文组织正式列入世界文化遗产名录。
- 2009年，全市共辖三埠、长沙2个街道办事处，月山、水口、沙塘、苍城、大沙、马冈、龙胜、赤坎、塘口、百合、蚬冈、金鸡、赤水13个镇。全市有42个社区居民委员会，226个村民委员会。
- 2020年12月25日，中國國家文化和旅遊局授予開平碉樓文化旅遊區為國家AAAAA級旅遊景區。

## 地理

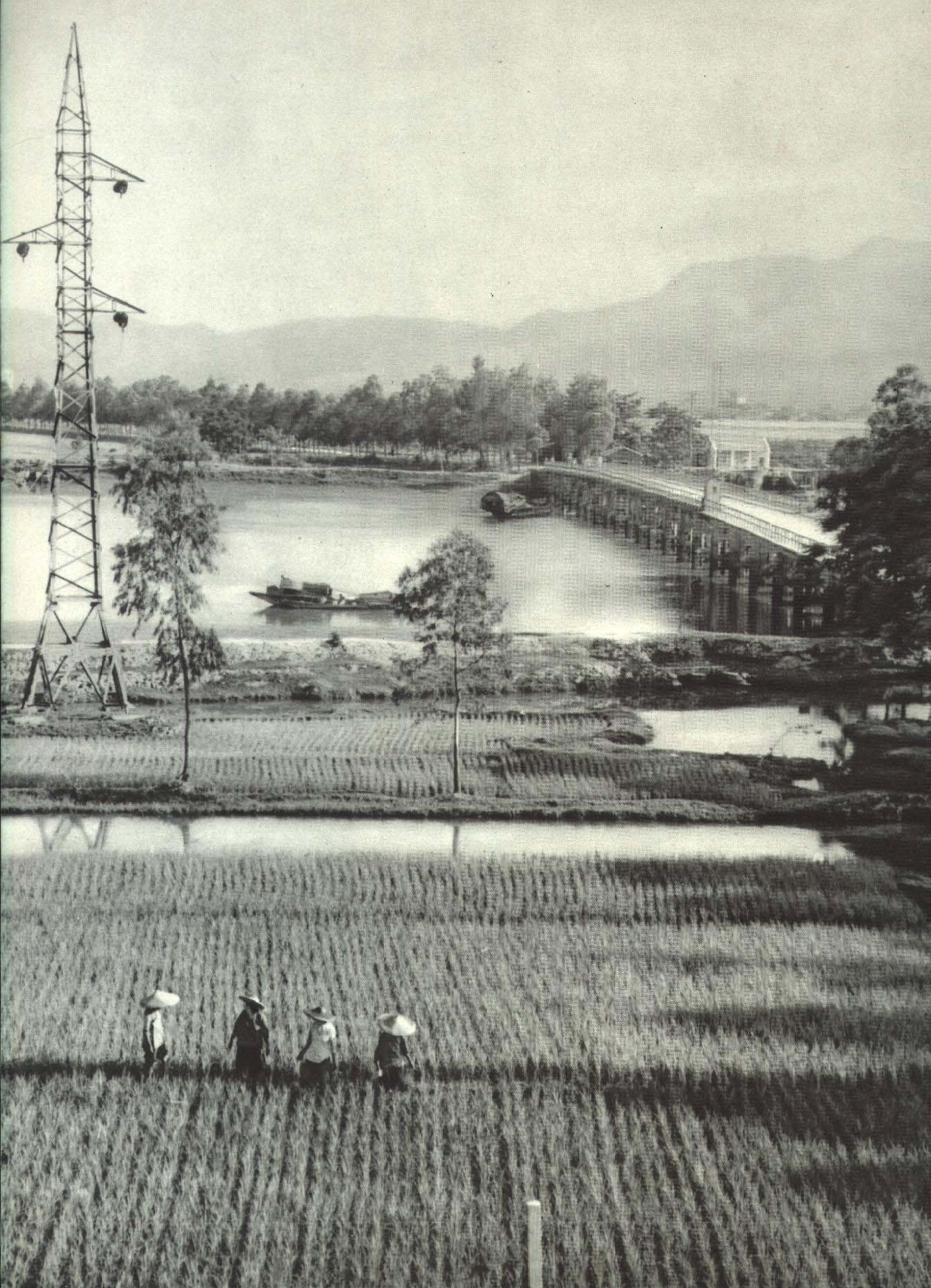
1963年 广东开平县电力灌溉网

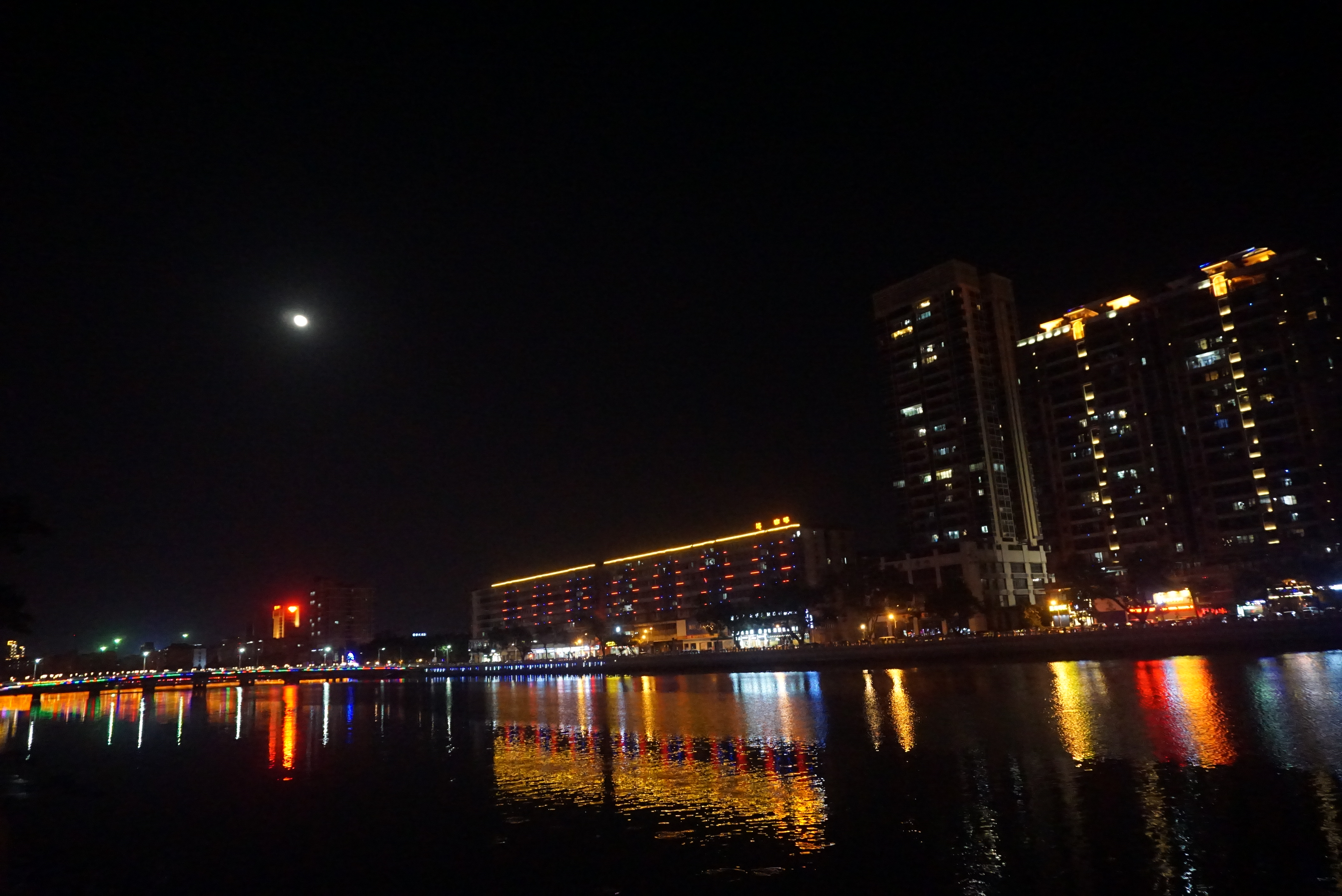
潭江流经开平市区

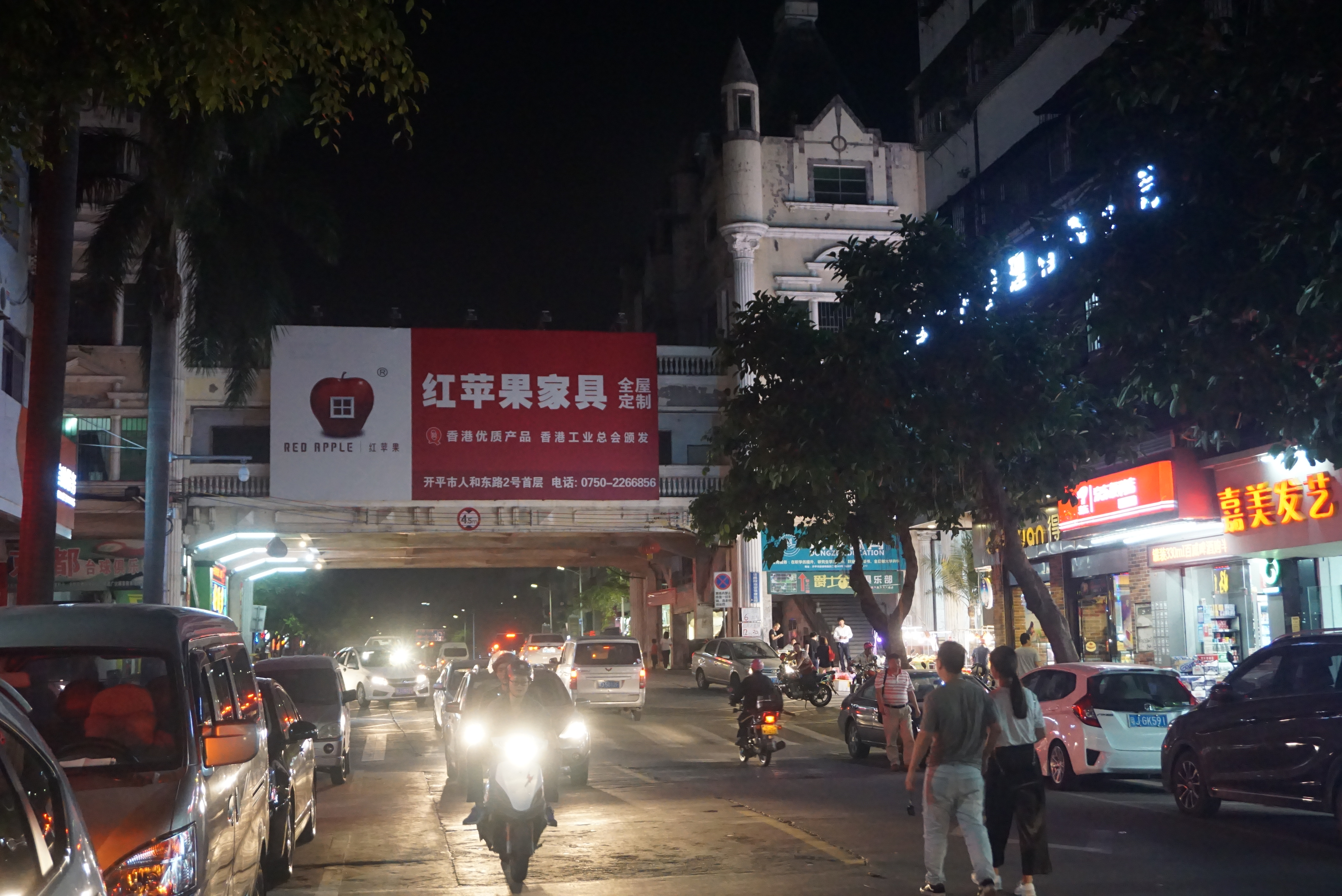
开平街道夜景

地势南北高，中間低。以低山丘陵为主，潭江沿岸地势較平。
最高山峰天露山，海拔1250米。主要河流有潭江，建有大沙河水库、镇海水库。
开平属亞热带季风气候区。濒临南海，受海洋风的影响，气候温和，雨量充沛。年平均气温24℃。最冷月份是1月，月平均气温13.4℃，极端最低气温为-2℃。最热月份是7-8月，月平均气温30.4℃，极端最高气温41.3℃。无霜期为333天。年降水量各地在1700～2400毫米之间，其中4—9月为雨季，其降水量占全年总降水量的82.1％。境内季风十分明显，夏半年吹偏南风，气候温和而湿润；冬半年吹偏北风，气候干冷。

## 行政区划
开平市下辖2个街道办事处、13个镇：
三埠街道、长沙街道、沙塘镇、苍城镇、龙胜镇、大沙镇、马冈镇、塘口镇、赤坎镇、百合镇、蚬冈镇、金鸡镇、月山镇、赤水镇和水口镇。

## 人口
根据第七次全国人口普查数据，截至2020年11月1日零时，开平市常住人口748777人。
2021年，开平市 户籍人口68.55万人，其中：男性34.29万人，女性34.27万人。非农业人口25.98万人，占总人口的37.9%。

### 姓氏
开平市姓氏众多，人数比较多的姓氏有邝、陳,  
```
张、谭、关、周、司徒，敖，戚，梁等等。
```

## 经济
开平市水口鎮乃是知名的水暖卫浴之都，有喬頓、華藝、希恩、雄業、东鹏等，全镇有超过2000家企业。市区翠山湖科技园，整合邻近月山、水口、沙塘、苍城4个工业集中区，形成“一园四区”集聚发展布局，连片发展。于2009年被认定为广东省省级产业园，省十大重点园区。开阳高速于园區內設有翠山湖收費站。园区1.5小时商圈有珠西综合樞纽、南沙港铁路/广珠铁路江门北站(目前(2022)只提供物流枢纽站，客运站建設中)、深中通道、珠江肇高铁江佛段(建設中)、珠三角環線高速、京港澳高速、西部沿海高速等，园区半小时商圈有开阳高速、深岑高速、中开高速、高恩高速、开春高速、深茂铁路“五高一铁”路路畅通途經，是珠三角连接粤西地区重要枢纽。是开平市乃至江门市抢抓“双区驱动”(粤港澳大湾区建设和深圳建设中国特色社会主义先行示范区)的机遇，主动融入粤港澳大湾区建设，而打造的经济发展核心平台。
廣東嘉士利食品集團有限公司，是開平市首家民營企業。由區內17家餅家公私合營創立而成，前稱開平市嘉士利餅業公司。
开平市拥有世界文化遗产一碉樓，第三产业为旅游业。

## 语言
开平人使用的主要方言为粵語開平話。多数人能听懂广州话和普通話。另外，开平内部各地口音差异亦颇大。「開平」兩字在開平粵語念「hoi hen」。

## 交通
- 开平市内现有「開平市公共汽車」。
- 深湛铁路在三埠街道燕山村设开平南站並于2018年7月1日開通運營[6]。
- 沈海高速公路、 深岑高速公路、 广台高速、 中阳高速、 240国道、 325国道、 273省道、 274省道、 275省道、 364省道、 367省道、 384省道、 533省道过境。
- 環城公路及金山大橋

## 特产

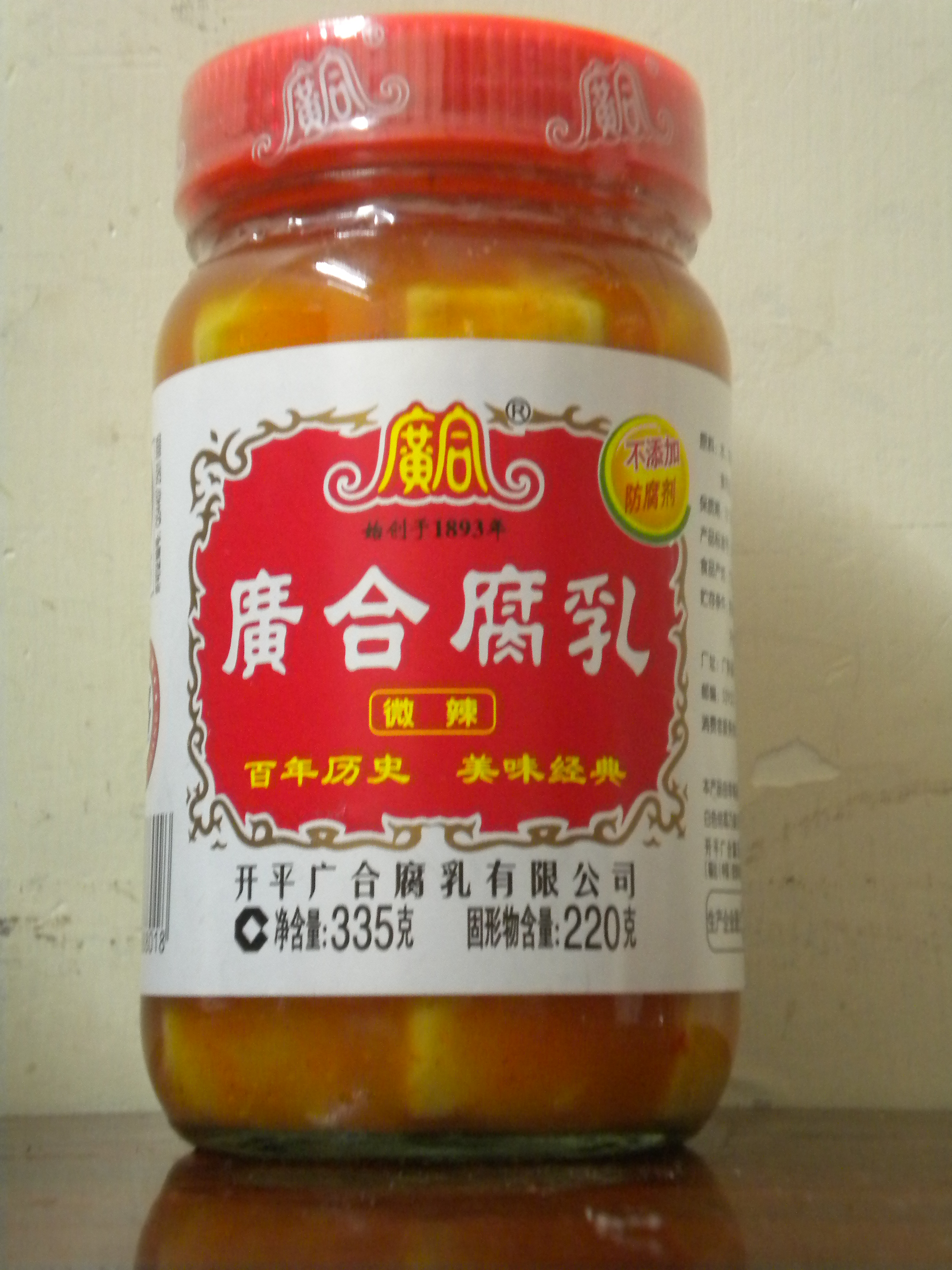
廣合腐乳

开平市的特产有马冈鹅、金山火蒜、水口白菜乾、广合腐乳、水龍頭、鯽魚粥、雞爪芋、沙白、急蔞、彬记牛耳饼、赤坎豆腐角、山水濑粉等。

## 文化教育科研
2008年泮村灯会入选第二批国家级非物质文化遗产。
开平民间盛行民歌“卖鸡调”，其知名传承人是谭国本。江门地下中微子实验观测站于2015年1月10日动工。开平地区的国家级示范性高中有开平一中和开侨中学。
科舉時代開平鄉貢，進士名單：
南宋（ 鄉貢）：
- 陳一濯：咸淳庚午科第一名
- 周念十： 貢年失考

元代（ 探花）：
- 梁臨： 探花
- 張廣俊： 辛己科第一名

明代（ 進士）：
- 梁臨
- 余諒
- 余統
- 張瑛
- 吳轍
- 余敬
- 何龍禎

淸代（ 進士）：
- 何成波
- 司徒照
- 司徒煦
- 關朝宗
- 許其雋

## 旅游景点
- 赤坎镇自力村的碉楼開平碉樓5A文化旅遊區，世界文化遺產

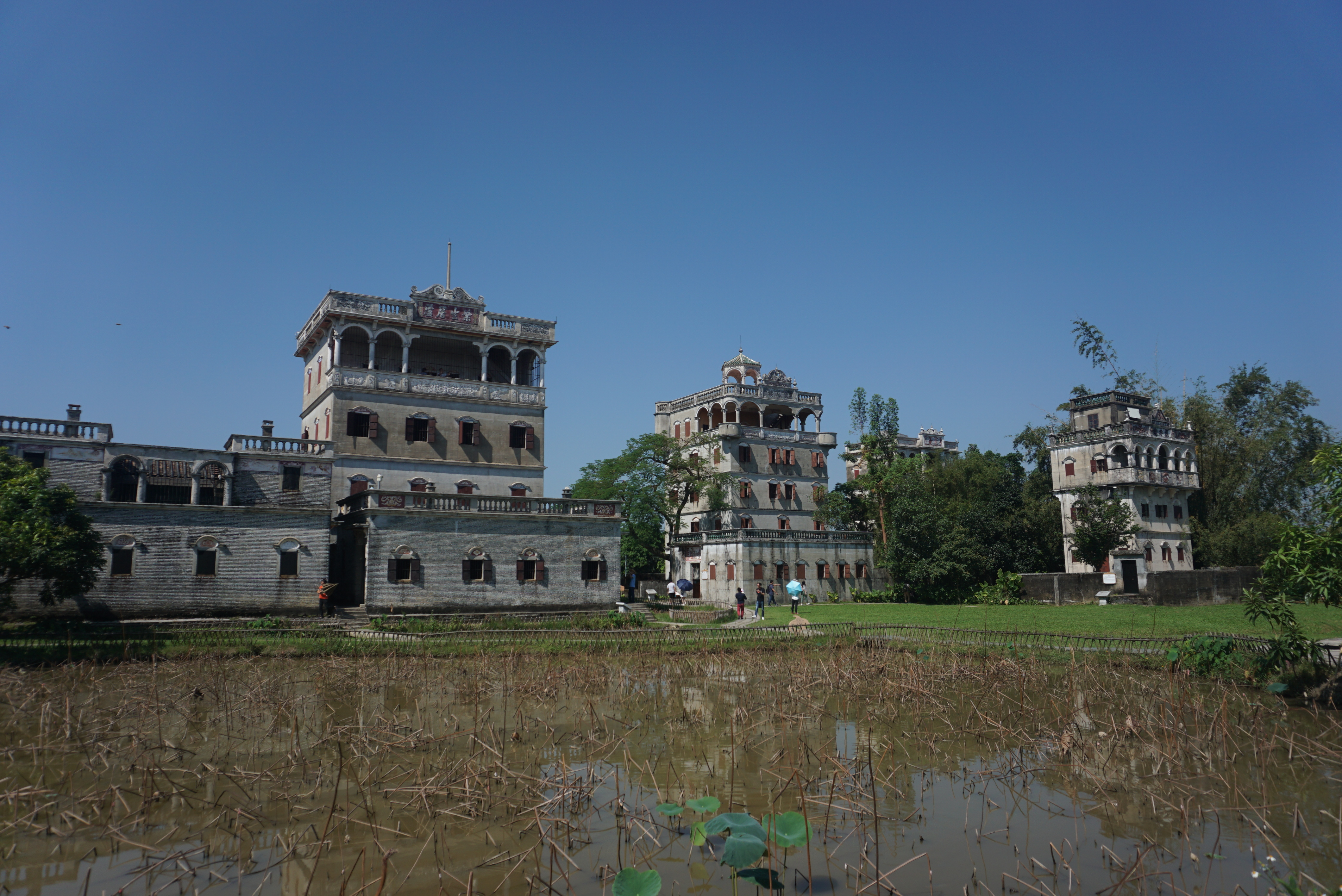
赤坎镇自力村的碉楼

  - 蜆冈鎮錦江裏碉樓群，其中瑞石樓高度為開平碉樓之最
  - 迎龙楼，开平最古老的碉楼约430年
  - 南楼，抗日战争遗迹
  - 塘口立园，以其中西合璧的建筑风格著称
  - 方氏灯楼
  - 马降龙碉楼群
  - 自力村碉楼群
  - 加拿大村
- 赤坎·广东华侨国际旅游度假区（又名：赤坎华侨古镇）（旧“赤坎影视城”）
- 龍岡古廟
- 大沙双石山
- 开平孔雀湖国家湿地公园
- 天露山
- 梁金山
- 开元塔
- 保厘塔
- 水口鎮沙崗墟宋代縣城遺址
- 镇濠泥鸡文化中心
- 泮村燈會